# Caledonit
Caledonit ist ein eher selten vorkommendes Mineral aus der Mineralklasse der „Sulfate (und Verwandte)“. Es kristallisiert im orthorhombischen Kristallsystem mit der Zusammensetzung Pb5Cu2[(OH)6|CO3|(SO4)3], ist also chemisch gesehen ein Blei-Kupfer-Sulfat mit zusätzlichen Hydroxyl- und Carbonat-Anionen.
Caledonit entwickelt meist durchsichtige bis durchscheinende Kristalle mit nadeligem bis prismatischem Habitus und harz- bis glasähnlichem Glanz auf den Oberflächen. Oft sind die Kristalle aber auch zu radialstrahligen oder büscheligen Aggregaten angeordnet. Die Farbe des Minerals variiert zwischen dunklem Spangrün und hellerem Bläulichgrün, die Strichfarbe ist dagegen Hellgrün.
Mit einer Mohshärte von 2,5 bis 3 gehört Caledonit zu den mittelharten Mineralen, die sich ähnlich wie das Referenzmineral Calcit (3) mit einer Kupfermünze ritzen lassen.

## Etymologie und Geschichte
Erstmals entdeckt wurde Caledonit bei Leadhills im Südwesten Schottlands und beschrieben 1820 durch Henry James Brooke (1771–1857), der das Mineral zunächst als Cupreous sulphato-carbonate of lead bezeichnete. Ein Jahr später übernimmt Karl Cäsar von Leonhard diese Bezeichnung in seiner 2. Auflage seines Werks Handbuch der Oryktognosie, übersetzt allerdings mit Kupferhaltiges schwefel-kohlensaures Blei ins Deutsche.
Als August Breithaupt 1832 seine „Vollständige Charakteristik des Mineral-Systems“ veröffentlicht, orientiert er sich bei der Bezeichnung des Minerals eher an dessen Kristallaufbau und beschreibt es als Prismatischer Kupferblei-Spath.
Seinen bis heute gültigen Namen Caledonit bzw. Calédonit erhielt das Mineral schließlich durch François Sulpice Beudant, der es in Anlehnung an seine Typlokalität nach dem lateinisch-keltischen Wort für Schottland benannte.

## Klassifikation
In der veralteten 8. Auflage der Mineralsystematik nach Strunz gehörte der Caledonit zur Mineralklasse der „Sulfate, Chromate, Molybdate, Wolframate“ und dort zur Abteilung „Wasserfreie Sulfate mit fremden Anionen“, wo er gemeinsam mit Burkeit, Hanksit, Leadhillit, Susannit und Wherryit in der „Burkeit-Hanksit-Gruppe“ mit der Systemnummer VI/B.05 steht.
In der zuletzt 2018 überarbeiteten Lapis-Systematik nach Stefan Weiß, die formal auf der alten Systematik von Karl Hugo Strunz in der 8. Auflage basiert, erhielt das Mineral die System- und Mineralnummer VI/B.10-005. Dies entspricht der Klasse der „Sulfate, Chromate, Molybdate und Wolframate“ und dort der Abteilung „Wasserfreie Sulfate, mit fremden Anionen“, wo Caledonit zusammen mit Chenit, Elyit, Grandviewit, Linarit, Mammothit, Munakatait und Schmiederit eine unbenannte Gruppe mit der Systemnummer VI/B.10 bildet.
Die von der International Mineralogical Association (IMA) zuletzt 2009 aktualisierte 9. Auflage der Strunz’schen Mineralsystematik ordnet den Caledonit in die Klasse der „Sulfate (Selenate, Tellurate, Chromate, Molybdate und Wolframate)“ und dort in die Abteilung „Sulfate (Selenate usw.) mit zusätzlichen Anionen, ohne H2O“ ein. Hier ist das Mineral in der Unterabteilung „Mit mittelgroßen und großen Kationen“ zu finden, wo es als einziges Mitglied eine unbenannte Gruppe mit der Systemnummer 7.BC.50 bildet.
In der vorwiegend im englischen Sprachraum gebräuchlichen Systematik der Minerale nach Dana hat Caledonit die System- und Mineralnummer 32.03.02.01. Das entspricht der Klasse der „Sulfate, Chromate und Molybdate“ und dort der Abteilung „Zusammengesetzte Sulfate“. Hier findet er sich innerhalb der Unterabteilung „Zusammengesetzte Sulfate (wasserfrei) mit polyanionischer Formel“ als einziges Mitglied in einer unbenannten Gruppe mit der Systemnummer 32.03.02.

## Kristallstruktur
Caledonit kristallisiert orthorhombisch in der Raumgruppe Pnm21 (Raumgruppen-Nr. 31, Stellung 2) mit den Gitterparametern a = 7,15 Å; b = 20,09 Å und c = 6,56 Å sowie 2 Formeleinheiten pro Elementarzelle.

## Eigenschaften
Caledonit ist, wie die chemisch ähnlichen Mineralien Susannit, Leadhillit und Macphersonit, in Salpetersäure schäumend unter Abgabe von Kohlendioxid löslich. Dabei bildet sich ein weißer Niederschlag von Bleisulfat.

## Bildung und Fundorte

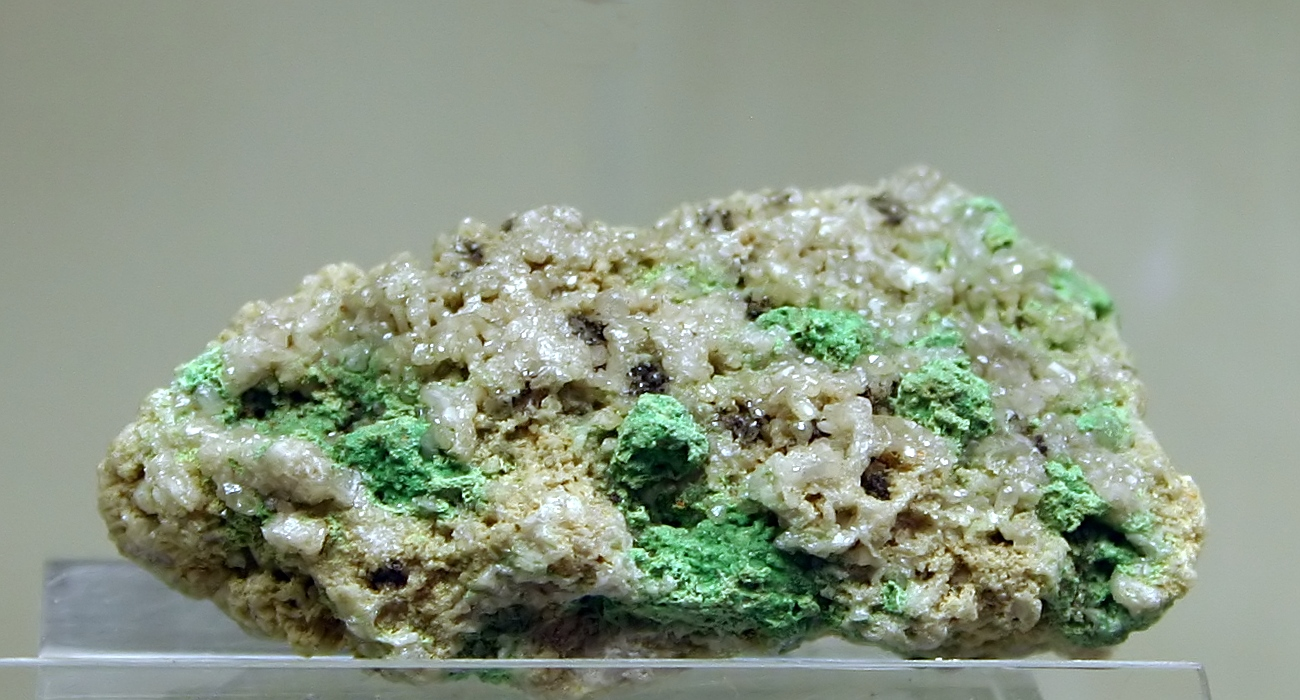
Caledonit auf Cerussit aus Tsumeb, Südwest-Afrika; ausgestellt im Mineralogischen Museum Bonn.

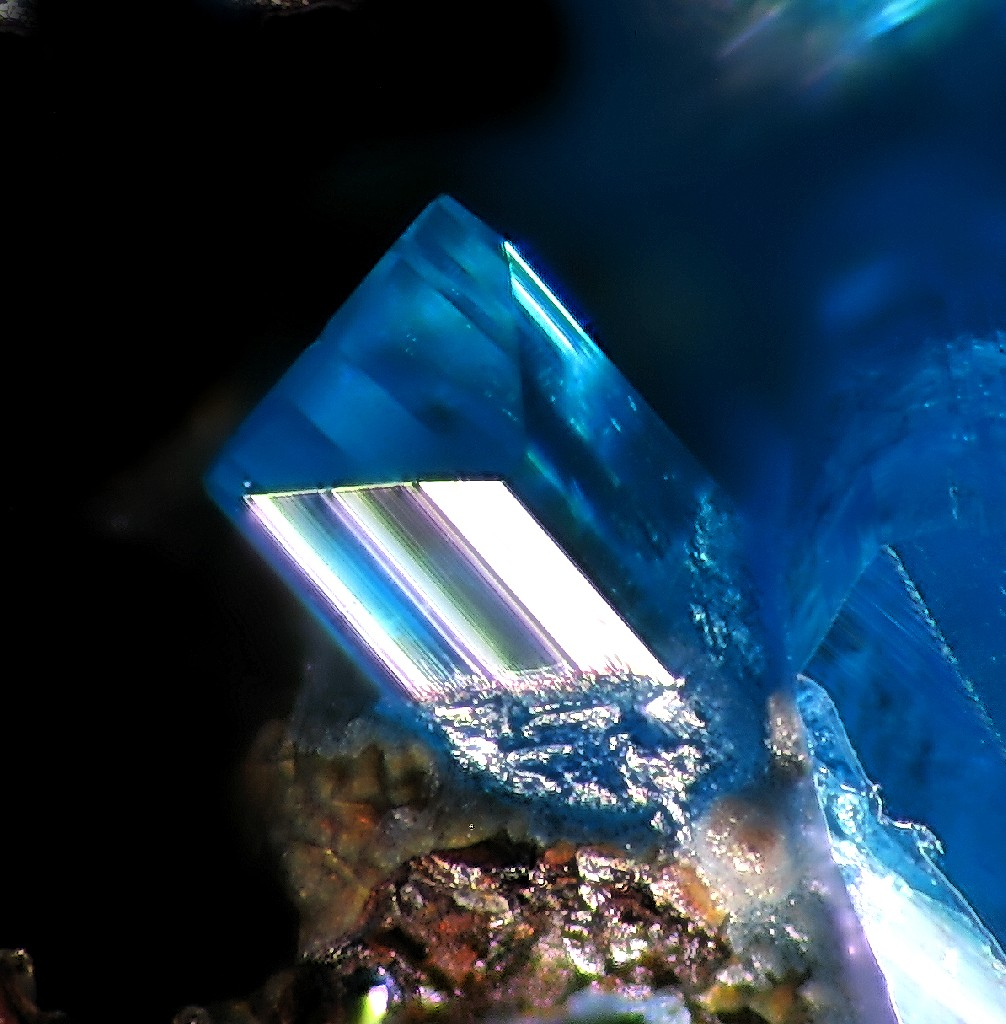
Großaufnahme eines Caledonitkristalls aus der „Kirki Mine“, Regionalbezirk Xanthi, Griechenland

Caledonit bildet sich als typisches Sekundärmineral vorwiegend in der Verwitterungszone von Blei- und Kupferlagerstätten. Begleitminerale sind unter anderem Anglesit, Azurit, Brochantit, Cerussit, Leadhillit, Linarit und Malachit.
Als eher seltene Mineralbildung kann Caledonit an verschiedenen Fundorten zum Teil zwar reichlich vorhanden sein kann, insgesamt ist er aber wenig verbreitet. Als bekannt gelten weltweit bisher (Stand: 2011) rund 300 Fundorte. Neben seiner Typlokalität Leadhills, die auch bekannt für besonders große Caledonitkristalle von bis zu 2 cm Größe ist, trat das Mineral im Vereinigten Königreich noch an vielen weiteren Orten in England, Schottland und Wales auf.
Bekannt aufgrund außergewöhnlicher Caledonit-Funde sind unter anderem auch die „Mammoth Mine“ im Pinal County (Arizona) und die „Blue Bell Mine“ im San Bernardino County (Kalifornien) in den USA, wo Kristalle zwischen 1,5 und 2 cm Größe gefunden wurden. Daneben sind aus der Tchah-Mille-Mine bei Anarak in der iranischen Provinz Esfahan noch Drusenfunde mit gut entwickelten Kristallen bekannt.
In Deutschland fand sich Caledonit bisher vor allem im Schwarzwald in Baden-Württemberg, aber auch am Hohenstein bei Lautertal und in der „Grube Vereinigung“ bei Eisenbach in Hessen, an mehreren Orten im Harz von Niedersachsen bis Sachsen-Anhalt, in mehreren Gruben des Bergischen Landes, Ruhrgebietes, Sauerlandes und Siegerlandes in Nordrhein-Westfalen, an mehreren Orten der Eifel und im Westerwald in Rheinland-Pfalz sowie in der Grube „Heilige Dreifaltigkeit“ bei Zschopau in Sachsen.
In Österreich sind mehrere Fundorte in Kärnten, Niederösterreich, Salzburg und der Steiermark bekannt, in der Schweiz dagegen bisher nur die „Les Moulins Mine“ bei Saint-Luc VS im Kanton Wallis.
Weitere Fundorte liegen unter anderen in Argentinien, Australien, Belgien, Bolivien, Bulgarien, Chile, China, Frankreich, Griechenland, Irland, Italien, Japan, Kanada, Marokko, Mexiko, Namibia, Norwegen, Pakistan, Portugal, Rumänien, Russland, Spanien, Südafrika und den Vereinigten Staaten von Amerika.